# Parascolopsis melanophrys
Parascolopsis melanophrys är en fiskart som beskrevs av Russell och Chin, 1996. Parascolopsis melanophrys ingår i släktet Parascolopsis och familjen Nemipteridae. Inga underarter finns listade i Catalogue of Life.